# Nueva Zelanda en los Juegos Olímpicos de Lillehammer 1994
Nueva Zelanda estuvo representada en los Juegos Olímpicos de Lillehammer 1994 por un total de 7 deportistas que compitieron en 2 deportes.  
El portador de la bandera en la ceremonia de apertura fue el patinador de velocidad en pista corta Tony Smith. El equipo olímpico neozelandés no obtuvo ninguna medalla en estos Juegos.